# جون مارفن
جون مارفن (بالإنجليزية: John Marvin)‏ هو سياسي أمريكي، ولد في 2 سبتمبر 1678 في نوروولك في الولايات المتحدة، وتوفي في 2 فبراير 1776 في الولايات المتحدة. انتخب عضو مجلس نواب كونيتيكت.